# Keir Starmer
Sir Keir Rodney Starmer (uitspraakⓘ; Southwark, 2 september 1962) is een Brits jurist en politicus voor de Labour Party.  Sinds 5 juli 2024 is hij de premier van het Verenigd Koninkrijk.
Van 2008 tot 2013 was hij hoofd van de Crown Prosecution Service (het openbaar ministerie) voor Engeland en Wales. Hij is sinds 2015 lid van het Lagerhuis voor Holborn en St Pancras en was lid van het Labour-schaduwkabinet van Jeremy Corbyn met de portefeuille vertrek uit de Europese Unie (Brexit). 
Op 4 april 2020 werd hij door de leden van de Labour Party gekozen tot partijleider als Corbyns opvolger. Onder zijn leiding is de partij een meer centristische koers gaan varen. 
Labour behaalde onder Keir Starmer tijdens de verkiezingen van 4 juli 2024  met 411 zetels een absolute meerderheid in het Britse Lagerhuis en vormde een regering. Starmer is de eerste Labour-premier sinds 2010.

## Politieke loopbaan

### Opleiding en start loopbaan
Starmer studeerde rechten aan de Universiteit van Leeds en de Universiteit van Oxford. In 1987 werd hij  als advocaat toegelaten tot de balie. Hij was gespecialiseerd in mensenrechtenkwesties en trad uitsluitend op als advocaat voor de verdediging. Hij adviseerde de politie van Noord-Ierland en het college van hoofden van politiekorpsen over mensenrechten. Hij publiceerde een aantal boeken over dit onderwerp. In 2002 werd hij Queen's Counsel (QC), de titel voor door de Britse Kroon benoemde gerenommeerde en ervaren advocaten. 
Van 2008 tot 2013 was Starmer Director of Public Prosecutions en als zodanig hoofd van de Crown Prosecution Service voor Engeland en Wales (vergelijkbaar met het openbaar ministerie in Nederland en België). In 2014 werd hij benoemd tot Knight Commander in de Orde van het Bad. Daarmee werd hij Sir Keir Starmer, maar hij maakt bij voorkeur geen gebruik van deze titel.

### Lid Lagerhuis
Starmer werd bij de Britse Lagerhuisverkiezingen 2015 namens de Labour Party gekozen als lid van het Lagerhuis voor het Londense kiesdistrict Holborn en St Pancras. Toen partijleider Ed Miliband na deze verkiezingen aftrad werd Starmer vanuit de partij aangespoord om zich kandidaat te stellen voor het leiderschap. Hij sloot dit uit omdat hij vond dat hij te weinig politieke ervaring had en steunde de kandidatuur van Andrew Burnham. Het partijleiderschap ging uiteindelijk naar Jeremy Corbyn, die Starmer op 18 september 2015 benoemde tot schaduwminister van Binnenlandse Zaken. Starmer nam in 2016 ontslag als schaduwminister en steunde Owen Smith bij de leiderschapsverkiezing datzelfde jaar.
Later in 2016 werd Starmer door Corbyn benoemd tot schaduwminister voor het vertrek uit de Europese Unie (Brexit). In die rol bepleitte hij met succes openheid over de Brexitplannen van de regering van Theresa May. Volgens Starmer gaf de uitslag van het Brexit-referendum de regering geen mandaat voor een zogenaamde harde of no-deal Brexit. Het verlaten van de EU zonder een overeenkomst zou in zijn visie leiden tot een juridisch vacuüm. Hij slaagde erin het oorspronkelijk vrij harde Brexit-standpunt van Corbyn te matigen. 
In 2017 werd Starmer benoemd tot lid van de Privy Council, een hoog college van advies.
Starmer werd als schaduw-Brexit-minister een bekend lid van de Labour Party. Corbyn kondigde na de voor Labour slecht verlopen Lagerhuisverkiezingen van 12 december 2019 aan op korte termijn terug te zullen treden. Starmer werd gezien als een belangrijke kanshebber om Corbyn op te volgen. Op 4 januari 2020 maakte hij bekend dat hij zich kandidaat ging stellen voor het leiderschap van de partij.
In zijn campagne omschreef Starmer zichzelf als een socialist, maar geen 'corbynist'. Wel wilde hij een aantal van Corbyns programmapunten overnemen, zoals re-nationalisatie van nutsbedrijven en de spoorwegen. Andere speerpunten van Starmer waren decentralisatie van macht, grotere sociale gelijkheid, betere waarborgen voor de rechten van arbeiders en migranten, en klimaatbeleid. Op 4 april 2020 werd bekend dat hij door de leden van de Labour Party was gekozen tot partijleider. Hij kreeg 56,2% van de stemmen, ruim meer dan zijn tegenkandidaten Rebecca Long-Bailey (27,6%) en Lisa Nandy (16,2%).

### Partijleider Labour
Als partijleider liet Starmer de meer linkse programmapunten van zijn leiderschapscampagne los en bewoog hij zich meer naar het politieke midden. Hij benadrukte de noodzaak tot het uitbannen van antisemitisme in de Labour-partij. Hij kreeg kritiek omdat meer links-georiënteerde leden van de partij zouden worden tegengewerkt en uitgesloten van functies. Bij een herschikking van zijn schaduwkabinet in 2023 gaf hij de voorkeur aan meer gematigde kandidaten, voorstanders van beleid zoals gevoerd door oud-premier en Labourleider Tony Blair. Prominente meer links-radicale leden van de Labour Party Jeremy Corbyn en Diane Abbott werden uit de partij of de fractie gezet (in het geval van Abbott was dit tijdelijk).
In 2023 maakte Starmer de vijf belangrijkste beleidsambities van een toekomstige Labour-regering bekend; deze hadden te maken met economische groei, gezondheidszorg, schone energie, misdaadbestrijding en onderwijs.
Tijdens de oorlog tussen Israël en Hamas in 2023 heeft Starmer zijn steun voor Israël benadrukt. Dit leidde tot kritiek vanuit de partij en het aftreden van een aantal plaatselijke politici. Op 16 november 2023 steunden 56 Labour-parlementariërs tegen de steminstructie van hun partijleiding een SNP-motie die vroeg om een onmiddellijk staakt-het-vuren in Gaza. Starmer had bekendgemaakt dat leden van het schaduwkabinet die vóór de motie zouden stemmen, uit hun functies zouden worden ontslagen. Tien frontbenchers, onder wie acht schaduwbewindslieden, gaven hun posities op. Het was de eerste keer dat Starmer als partijleider te maken kreeg met openlijke rebellie in zijn fractie.
Sinds eind 2021 had Labour in opiniepeilingen een voorsprong op de Conservatieve Partij, vaak met zeer ruime marges. Na de val van de Conservatieve minister-president Liz Truss die in 2022 als opvolger van Boris Johnson slechts 44 dagen aan het bewind was geweest, riep Starmer op tot nieuwe algemene verkiezingen in het Verenigd Koninkrijk. Tijdens de lokale verkiezingen van 2023 boekte Labour forse winst en werd voor het eerst sinds 2002 de grootste partij op lokaal niveau.

### Premier (2024–heden)
Labour behaalde onder Keir Starmer tijdens de verkiezingen van 4 juli 2024 een meerderheid in het Britse Lagerhuis van 411 zetels. Starmer werd de dag na de verkiezingen door koning Charles III op Buckingham Palace uitgenodigd om een regering te vormen. Starmer aanvaardde de uitnodiging en hij werd daarmee premier van het Verenigd Koninkrijk.  Hij is de eerste Labour-premier sinds 2010. Starmer maakte zijn internationaal debuut als premier tijdens de NAVO-top in Washington D.C. in juli 2024 ter gelegenheid van het 75-jarig bestaan van de NAVO.
Het kabinet-Starmer had een moeilijke start door onverwachte tegenvallers, crisissituaties in binnen- en buitenland, en personele problemen binnen het team in Downing Street. De waardering voor de manier waarop Starmer zijn werk deed daalde in de eerste honderd dagen van het kabinet met 44 punten naar 33%. Ook de voorsprong van Labour op de Conservatieven in de opiniepeilingen daalde snel.
Starmer kreeg persoonlijk veel kritiek toen bekend werd dat hij en zijn vrouw voor en na de verkiezingen geschenken hadden aanvaard van rijke sympathisanten van de Labour partij. Het ging hier onder andere om kleding en VIP-kaarten voor concerten en voetbalwedstrijden. Hoewel Starmer geen regels had overtreden, leidde de zaak tot veel afkeuring.

## Politieke overtuigingen
Toen Starmer werd gekozen als leider, werd algemeen aangenomen dat hij tot de zachte linkerzijde van de Labour-partij behoorde. Sindsdien is hij in de ogen van commentatoren naar het politieke midden opgeschoven. Zijn politieke ideologie wordt wel 'Starmerisme' genoemd. In een interview gaf hij aan dat in zijn politieke visie de Britse staat ineffectief en te gecentraliseerd is. Daarnaast vindt hij dat het economische beleid gebaseerd moet zijn op de inzichten uit de theorie over de aanbodeconomie. In dat kader wil hij deelname aan de arbeidsmarkt vergroten, de gevolgen van Brexit verzachten en de regelgeving rond bouwprojecten versoepelen.
Hij heeft aangegeven dat hij Brexit niet wil terugdraaien, maar wel nauwere samenwerking met de EU nastreeft.

## Externe bronnen
- Website Keir Starmer
- Profiel Keir Starmer op website House of Commons

Walpole · 
Compton · 
Pelham · 
Pelham-Holles · 
Cavendish · 
Stuart · 
G. Grenville · 
Charles Watson-Wentworth · 
Pitt de Oudere · 
FitzRoy · 
North · 
Petty · 
Cavendish-Bentinck · 
Pitt de Jongere · 
Addington · 
W.W. Grenville · 
Perceval · 
Jenkinson · 
Canning · 
Robinson · 
Wellesley · 
Grey · 
Lamb · 
Peel · 
Russell · 
Smith-Stanley · 
Hamilton-Gordon · 
Temple · 
Disraeli · 
Gladstone · 
Gascoyne-Cecil · 
Primrose · 
Balfour · 
Campbell-Bannerman · 
Asquith · 
Lloyd George · 
Law · 
Baldwin · 
MacDonald · 
Chamberlain · 
Churchill · 
Attlee · 
Eden · 
Macmillan · 
Douglas-Home · 
Wilson · 
Heath · 
Callaghan · 
Thatcher · 
Major · 
Blair · 
Brown · 
Cameron · 
May · 
Johnson · 
Truss ·
Sunak ·
Starmer
- Bibsys: 2692
- Bibliothèque nationale de France: cb135234569 (data)
- CiNii: DA07538831
- Gemeinsame Normdatei: 1175577243
- International Standard Name Identifier: 0000 0001 1480 2133
- Library of Congress Control Number: no93021001
- Nationale Bibliotheek van Letland: 000132619
- Nationale bibliotheek van Australië: 36580749
- Nationale Bibliotheek van Israël: 987007439380105171
- Nationale en Universitaire bibliotheek Zagreb: 000153717
- Nederlandse Thesaurus van Auteursnamen: 121702553
- Istituto Centrale per il Catalogo Unico: UFIV100360
- Système universitaire de documentation: 050297481
- Trove: 1304310
- Virtual International Authority File: 6016149844962602960005
- WorldCat: E39PBJp9mctVgxG9JV83b6Kjmd